# Xanthogaleruca luteola
Xanthogaleruca luteola, позната и као брестова буба листара, је врста тврдокрилца из породице буба листара (Chrysomelidae).

## Опис
Инсект је дуг 6–8 mm, а доминантна боја је од жуте до зелене. Има тамну мрљу на глави, а на пронотуму у средини шару налик пешчаном сату и по једну мрљу на оба бока. Широка тамна пруга иде дуж сваког покрилца. Ларве су црне или жуто-црне, са неколико редова тачака по леђима и боковима. Дуге су до 13 mm.

## Распрострањење
Инсект је пореклом из Европе, коју насељава целу сем изразитог севера. Као инвазивна врста је стигао на друге континенте. Има га у целој Србији изузев југоистока.

## Биологија
Ова буба понекад причињава значајну штету на брестовима, јер се и одрасле јединке и ларве хране тек никлим листовима тог дрвета. Дрвеће оболева, понекад и умире па су доста проучавани организми који паразитирају ову бубу.